# Kabinet (soba)
Kabinet (znan tudi pod drugimi imeni) je bil zasebna soba v hišah in palačah zgodnje moderne Evrope, soba, ki je služila kot studio ali za umik običajno moža. Kabinet je bil opremljen s knjigami in umetniškimi deli in umeščen v bližini njegove spalnice; izraz je enakovreden italijanskemu renesančnemu studiolo. V poznem srednjem veku, te na novo zaznane zahteve po zasebnosti so posledica sončne sobe angleške plemiške hiše in podobno, za manj posvetni namen je bil to zasebni oratorij.
Tak prostor se je lahko uporabljal kot studio ali pisarna ali pa samo kot dnevna soba. Ogrevanje glavnih prostorov v velikih palačah in dvorcih v zimskem času je bilo težko, zato so bile majhne sobe bolj udobne. Poleg tega je bilo tudi več zasebnosti od uradnikov, drugih članov gospodinjstva in obiskovalcev. Tipično bi tak prostor uporabljal en posameznik, tako da bi hiša lahko imela vsaj dva (njegovega in njenega) in pogosto več. Imena se razlikujejo: kabinet, studio (iz italijanskega studiolo), pisarna in vrsta podobnih za ženske, kot je budoar.

## Studiolo
Njegovi začetki so izhajali iz zahteve za večjo zasebnost za branje in meditacijo, ki jih je vzpodbudil humanizem pri mnogih italijanskih plemenitaših in trgovski eliti v quattrocentu. Studiolo kot umik je bil pogosto dosegljiv le skozi, relativno javno, spalnico. To je veljalo za izdelan studiolo Francesca I. de' Medici, ki se nahaja v Palazzo Vecchio v Firencah.
Standardne dele iz poznega srednjeveškega in zgodnjega novoveškega kabineta lahko vidimo običajnih pritiklinah v upodobitvi svetega Hieronima v iluminiranih rokopisih, na slikah ali grafikah, kot so tiste Albrechta Dürerja (na sliki): stol, morda pručka za dvig nog od hladnih tal, prenosna miza s poševno površino za pisanje in podstavek za knjigo, morda z označevalnim trakom, da drži knjigo odprto na mestu in svečnik (za dopolnitev svetlobe od okna, ki je pogosto zagrnjeno, pa tudi zato, ker okno pogosto leži globoko v steni). V Domenica Ghirlandaiovi sveti Hieronim v kabinetu police tečejo okoli prostora kot ravni friz, v njem so različni predmeti, posode različnih vrst in velike količine ležijo na naokoli.
Studioli so v celoti vdelane v intarzije za vojvodske palače v Urbinu (in situ) in  Gubbiu (ponovno sestavljen v Metropolitan Museum of Art) [1] s simuliranjem polic in vgradnih omar, napolnjenih s knjigami, znanstvenimi instrumenti in primeri geometrijskih predmetov, vse izdano v presenetljivem Trompe l'oeil spominja na značaj udejstvovanja kabineta. Za studiolo Ferdinanda Gonzage v Mantovi, iz okoli 1619, je Domenico Fetti naslikal vrsto prilik iz Nove zaveze, ki so primerne za zasebno razmišljanje. Izkazale so se za zelo priljubljene in Fetti in njegov studio ter njegovi posnemovalci, so jih ponovili za druge podobne duhovne vaje. Isabella d'Este je svojo sobo s slikami naročenimi pri  Andrea Mantegni,  Peruginu in drugih, imenovala studiolo.
Studiolo je imel često še latinski moto naslikan ali vložen okoli friza. Heraldika in osebni znaki in emblemi so spomnili osebo na postaje v življenju. Popularna je bila serija portretov vzornih likov ali ''devet veljakov'' ali klasičnih filozofov, v namišljenih idealnih portretih glav.
Morda je najlepši studiolo Camerino ( "majhna sobica") Alfonsa d'Este v Ferrari, za katero so največji slikarji tistega časa dobili naročilo okoli 1512-1525 in naslikali mitološka platna, zelo velika po standardih časa. Fra Bartolommeo je umrl pred začetkom dela, Rafael je naredil le risbe, Giovanni Bellini je zaključili Praznik bogov (NGA, Washington) leta 1514. Tizian je nato prinesel in dodal tri svoja najboljša dela: Bakh in Ariadna (National Gallery, London), Bakhov prihod na otok Andros in Slavje bogov (oba Prado, Madrid), kot tudi prepleskanje Bellinijevega ozadja, da se je ujemalo z njegovim delom. Dosso Dossi, Alfonzov dvorni slikar, je zaključil sobo z veliko sliko (zdaj izgubljena) in deset manjšimi podolgovatimi predmeti, ki tečejo kot friz nad drugimi. 

## Cabinet
V kabinetu, kot je francoska baročna arhitektura, zadnja v standardni seriji sob, je baročno stanovanje, stene so bile obložene z bogatimi tekstilijami kot ozadje za kabinetne slike, teh majhnih del, ki so bile pogosto na bakreni ali leseni plošči, ki je za presojo zahtevala intimno študijo, med katerimi so bile tudi pobožne podobice. Posebej bogati ali plemiški ljudje so lahko imeli več kabinetov. 
V graščini Vaux-le-Vicomte si je arhitekt Le Vau izmislil izjemen zaseben kabinet za kraljevega ministra, pristojnega za finance  Nicolasa Fouqueta, ki je bil v celoti opremljen s ploščami iz beneškega stekla; kasneje je bil Ludvika XIV. Veliki kabinet v Versaillesu (pospravljen v revizijah 18. stoletja, v imenu še bolj zasebnih kraljevih prostorov) podobno opremljen z ogledali: »kraljev samoogled je bil hkrati verski in narcističen«, kot je opazil Orest Ranum. 
Versailles je imel velik izbor kabinetov en filade za kralja, ki so se nahajali zadaj in ob uradni spalnici, Petit Appartement du Roi. Kabinet je moški ekvivalent za budoar in v Versaillesu in baročnih palačah in velikih podeželskih hišah, kjer se pojavljata, je bilo treba zagotoviti vzporedna apartmaja za kralja ali plemenito soprogo, v Versaillesu Petit appartement de la reine. Tudi v utesnjenih londonskih hišah, sta imela Samuel Pepys in njegova žena vsak svojo spalnico in kabinet (angleško closet), s skupno dnevno sobo ali "salon", kar je bilo minimalno potrebno za uglajeno baročno ureditev.
Pomen kabineta se je začel širiti z vsebino.  Tako je v 16. stoletju kabinet zanimivosti (angl. cabinet of curiosities), pogosto v kombinaciji s knjižnico. 
Občutek kabineta kot kosa pohištva je v angleščini dejansko starejši od pomena za sobo, vendar je bil prvotno mišljen kot bolj močna skrinja ali zaboj za dragocenosti.